# Mercy Dee
Mercy Dee — дебютний студійний альбом американського блюзового музиканта Мерсі Ді Волтона, випущений у 1961 році лейблом Arhoolie.

## Опис
Цей альбом каліфорнійського блюзового піаніста і співака Мерсі Ді Волтона записаний під час сесій 1961 року для лейблу Кріса Страхвіця Arhoolie. Волтон грає з тріо (гармоніст Сідні Мейден, гітарист К. С. Дуглас і ударник Отіс Черрі), виконуючи такі пісні, як «Troublesome Mind», «Call the Asylum» і «Lady Luck».
Альбом став дебютним для Волтона і одним з останніх записів в кар'єрі музиканта, який помер через рік 2 грудня 1962 року.

## Список композицій
1. «Mercy's Troubles» (Мерсі Ді Волтон) — 9:30
2. «Jack Engine» (Мерсі Ді Волтон) — 2:39
3. «Lady Luck» (Мерсі Ді Волтон) — 3:10
4. «Red Light» (Мерсі Ді Волтон) — 2:30
5. «Walked Down So Many Turnrows» (Мерсі Ді Волтон) — 3:05
6. «Troublesome Mind» (Мерсі Ді Волтон) — 5:55
7. «Betty Jean» (Мерсі Ді Волтон) — 1:30
8. «Call the Asylum» (Мерсі Ді Волтон) — 3:05
9. «Mercy's Party» (Мерсі Ді Волтон) — 4:20

## Учасники запису
- Мерсі Ді Волтон — вокал, фортепіано
- Сідні Мейден — губна гармоніка (1—4, 5, 7—9), вокал (9)
- К. С. Дуглас — гітара (1, 2, 4, 5, 6, 8, 9), вокал (9)
- Отіс Черрі — ударні (1—4, 5, 7—9)

Технічний персонал
- Кріс Штрахвіц — продюсер, звукоінженер, текст
- Вільям Картер — фотографія
- Вейн Поуп — обкладинка